# Deux pour une
Deux pour une (titre original : Das doppelte Lottchen, littéralement : La Double Lottchen) est un roman allemand pour la jeunesse écrit en 1949 par Erich Kästner. En France, il est paru pour la première fois en 1950. Ce roman est toujours très populaire en Allemagne.

## Genèse
Erich Kästner, l'auteur, avait tout d'abord eu le projet de faire un film de cette histoire. Mais il est frappé d'une interdiction d'écrire : en 1933, Hitler fait brûler tous ses livres. Le projet est donc abandonné, et ce n'est qu'après la fin de la guerre, en 1945, qu'il reprendra la plume pour en faire finalement un roman.
Très moderne pour l'époque de par son thème et ses personnages très éloignés des stéréotypes, Deux pour une sera traduit dans de nombreuses langues : en anglais (Lottie and Lisa), en espagnol (Las Dos Carlotas), en italien (Carlotta e Carlotta puis Carlottina e Carlottina), en croate (Blizanke), en hongrois (A két Lotti), en bulgare (Двойната Лотхен), en polonais (Mania czy Ania), en tchèque (Luisa a Lotka), en suédois (Dubbel-Lotta).

## Résumé
Louise Brinkmann, neuf ans, et ses camarades de la colonie de vacances de Bühl-au-Lac, située en Allemagne, attendent la venue d'autres futurs pensionnaires, vingt autres filles. À leur arrivée, l'étonnement est général lorsque tout le monde s'aperçoit qu’une des nouvelles, Lotte Körner, ressemble à s’y méprendre à Louise. Les deux enfants ne se connaissent pourtant pas : Lotte vit seule avec sa mère à Munich, en Allemagne, alors que Louise vit avec son père à Vienne, en Autriche. Louise va d'abord se montrer très désagréable avec la fillette, mais petit à petit les deux fillettes deviennent inséparables. 
Louise et Lotte se font prendre en photo l’une à côté de l’autre. Monsieur Eipeldauer, le photographe, trouvant la ressemblance frappante et surprenante, envisage d'envoyer un cliché à un journal.
Puis les fillettes s'aperçoivent qu’elles ont la même date d'anniversaire et le même lieu de naissance. Elles comprennent graduellement qu’elles sont jumelles et que leurs parents ont divorcé. Elles décident alors de procéder à un échange : Louise irait à Munich chez la mère, et Lotte, à Vienne chez le père. Pour cela, les jumelles vont se raconter toute leur vie et leurs secrets. Lotte apprend ainsi que Louise a l’habitude de manger des crêpes fourrées (qu'elle déteste) au restaurant où son père, chef d'orchestre de l'opéra, l'invite. Louise devra faire la cuisine pour sa mère comme Lotte le faisait régulièrement (alors qu'elle en a une peur bleue). 
À la fin de leur colonie de vacances, Lotte part donc à Vienne et se fait passer pour Louise, tandis que Louise, qui se fait passer pour Lotte, part chez sa mère à Munich. 
Il s'ensuivra de nombreuses péripéties à la suite de l'échange : par exemple, les filles n'ont pas la même écriture ; il y en a une qui a les oreilles percées et pas l'autre ; l'une joue du piano et pas l'autre... 
La situation se complique quand le père annonce son prochain mariage avec Mlle Irène Gerlach. La fillette connaît les intentions de cette dernière, et, totalement retournée, elle en tombe malade. Son père passera ses nuits au chevet de sa fille, délaissant sa future femme et son travail. 
À Munich, le patron de la mère des fillettes, directeur de journal, reçoit la photo de Monsieur Eipeldauer et la montre à sa collaboratrice. La mère devine enfin ce qui s'est passé, et celle qui se faisait passer pour Lotte avoue être Louise. 
En apprenant que Lotte était malade, sa mère décide de se rendre à Vienne avec Louise. Lotte finit par se rétablir, les parents se réconcilient, se remarient, et toute la famille est réunie.

## Analyse
Le thème de Deux pour une était audacieux pour l'époque : Erich Kästner a été le premier auteur de l'après-guerre à s'être risqué à aborder le sujet du divorce dans un livre pour enfants. C'est une des raisons pour lesquelles ce roman a fait l'objet de nombreux débats. C'est grâce au grand succès de son adaptation au cinéma en 1950 (le film a remporté le prix allemand du film (Deutscher Filmpreis) ; il est sorti en France en 1953 sous le titre de Petite Maman) que le roman a connu à son tour le succès.
Deux pour une se démarque des autres œuvres pour la jeunesse de l'auteur par un choix de personnages qui lui sont inhabituels : la figure de la mère n'est pas la figure traditionnelle habituelle : divorcée, travaillant, vivant seule et élevant seule un enfant, c'est une mère que l'on qualifierait aujourd'hui de chef de famille monoparentale, une mère « moderne ». Moderne est aussi le fait que le rôle de l'enfant n'est pas tenu par un garçon, mais par une fille, chose également inhabituelle chez Erich Kästner : l'une des jumelles fait montre de vertus généralement attribuées aux « garçons modèles » de ses autres romans : courage, honnêteté, charité. La figure du père, avec son caractère un peu sombre, est également intéressante : c’est sur lui qu'est rejetée la responsabilité de l'échec (temporaire) de son mariage.
Autre différence avec les autres romans pour la jeunesse de l'auteur : le développement de l'intrigue et l’évolution des personnages est beaucoup plus psychologique.

## Adaptations au cinéma
- 1950 : Petite Maman, film  allemand de Josef von Báky
- 1961 : La Fiancée de papa, film américain de David Swift
- 1994 : Charlie & Louise - Das doppelte Lottchen, film allemand de Joseph Vilsmaier
- 1995 : Papa, j'ai une maman pour toi, film américain de Andy Tennant
- 1998 : À nous quatre, film américain de Nancy Meyers

## Éditions françaises
Note : Dans les éditions publiés en France avant 1970, le nom de l'auteur était souvent orthographié Erich Kaestner.
- 1950 : Deux pour une d'Erich Kaestner. Traduction de René Lasne, couverture illustrée par Michel Ciry, éditions Delamain et Boutelleau, collection Maïa, 164 p.
- 1979 : Deux pour une d'Erich Kästner. Traduction de René Lasne, couverture et illustrations de Boiry, éd. Le Livre de poche Jeunesse no 12, 217 p.   (ISBN 2-253-02344-2)
- 1989 : Deux pour une d'Erich Kästner. Éd. Hachette,  (ISBN 2-010-14153-9). Réédition en 1990, Hachette Jeunesse,  (ISBN 2-010-16391-5).
- 2014 : Deux pour une d'Erich Kästner. Éd. Le Livre de poche Jeunesse, 219 p.   (ISBN 978-2-01-322454-3).

## Source
Catalogue général de la Bibliothèque nationale de France (pour la bibliographie)